# José María Hernández González
José María Hernández González (ur. 17 stycznia 1927 w Pénjamo, zm. 19 stycznia 2015 w Celaya) – meksykański duchowny katolicki, biskup Netzahualcóyotl 1989-2003 i Chilpancingo-Chilapa 1983-1989.

## Życiorys
Święcenia kapłańskie otrzymał 25 marca 1950.
18 lutego 1983 papież Jan Paweł II mianował go biskupem diecezjalnym Chilpancingo-Chilapa. 26 kwietnia 1983 z rąk arcybiskupa Girolamo Prigione przyjął sakrę biskupią. 
18 listopada 1989 papież Jan Paweł II mianował go biskupem diecezjalnym Netzahualcóyotl. Funkcję tę sprawował w latach 1989-2003. Od 8 lipca 2003 aż do śmierci biskup senior diecezji Netzahualcóyotl.